# Salva Maldonado
Salvador Maldonado Ruiz, meglio noto come Salva Maldonado (Barcellona, 13 aprile 1959), è un allenatore di pallacanestro spagnolo.

## Carriera
Dal 2011 al 2016 ha allenato il Club Joventut de Badalona. Nel 1996 ha vinto la Copa del Rey alla guida del Bàsquet Manresa.

## Palmarès
- Copa del Rey: 1

Manresa: 1996